# Pappus (Botanik)

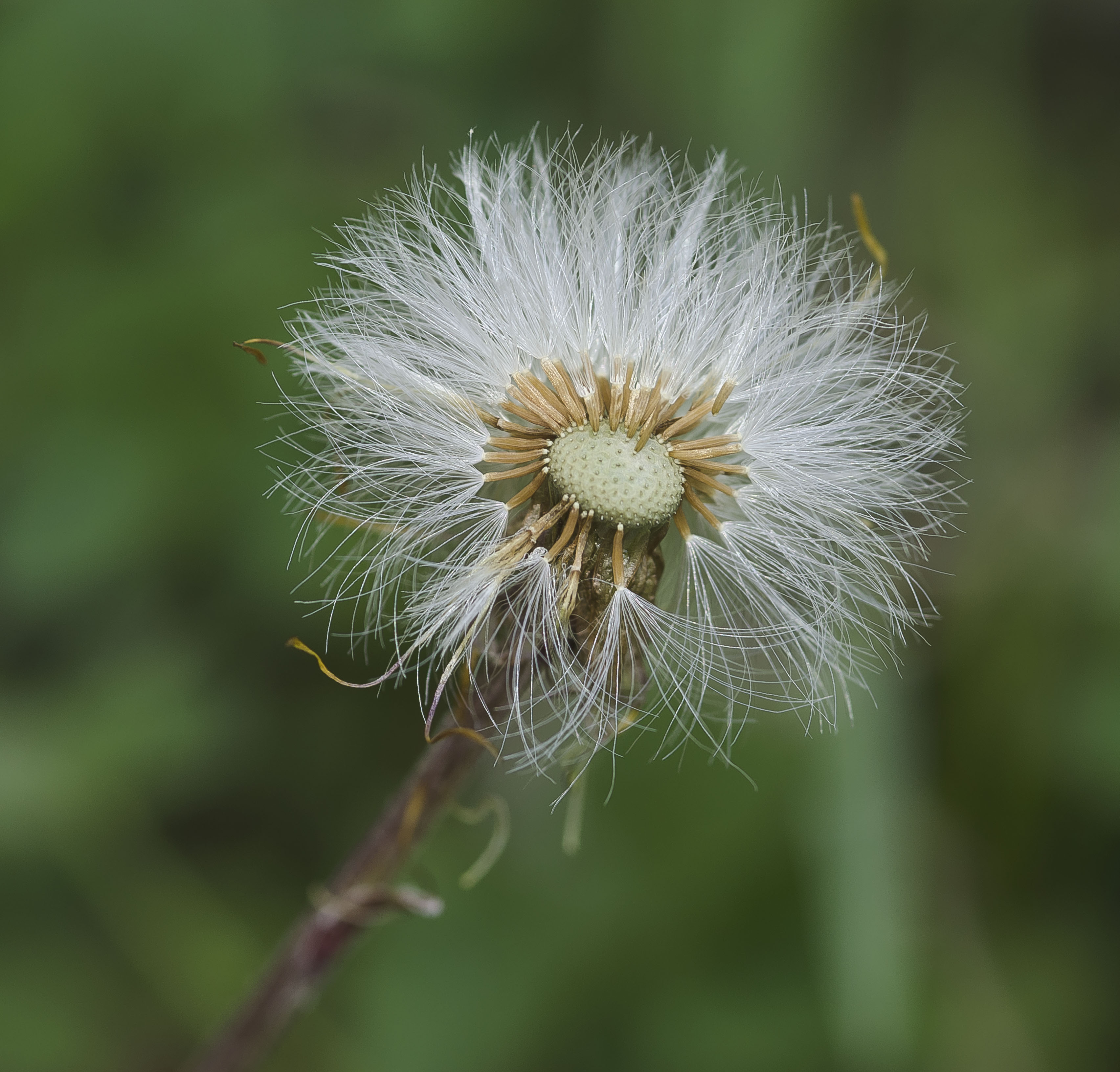
Schirmförmig ausgebildeter Pappus auf den Früchten des Huflattichs (Tussilago farfara)

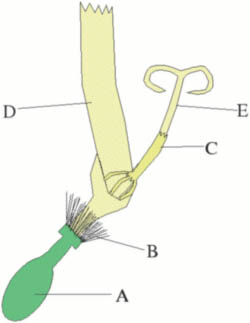
Aufbau einer Zungenblüte:
A Fruchtknoten
B Pappus
C Verwachsene Antheren
D Zunge
E Griffel mit zweiästiger Narbe

Als Pappus (griechisch πάππος pappos „Großvater“,  zu „Bart“) bezeichnet man die zu Haaren, Borsten oder Schuppen umgebildeten Kelchblätter bei Vertretern der Pflanzenfamilie der Korbblütler (Asteraceae). Er wird auch als Haarkelch oder Federkelch bezeichnet.
Die Pappusspitzen werden auch als Pappusstrahlen bezeichnet, die verzweigt oder unverzweigt sein können. Länge, Form, Farbe und die Art der Ausbildung und generell das Vorhandensein eines Pappus sind wichtige Bestimmungsmerkmale bei vielen Korbblütlergewächsen. Bei einigen Taxa wie dem Löwenzahn (Taraxacum) oder den Bocksbärten (Tragopogon) ist der Pappus durch einen Stiel schirmartig emporgehoben, man spricht dann von einem geschnäbelten Pappus.
In der Regel dient der Pappus der Samenausbreitung durch den Wind (Meteorochorie). Bei einigen Gattungen wie dem Zweizahn (Bidens) und den Kletten (Arctium) kann er sich im Fell von Tieren oder in Kleidung verhaken (Epichorie). Auch übernimmt er eine Schutzfunktion der Frucht, möglich ist auch ein Zusammenhang mit der Samenausbreitung durch Ameisen oder die Anlockung von Bestäubern.
Aber auch bei den Baldrianen (Valeriana), wie z. B. dem Echten Baldrian (Valeriana officinalis), der Gattung Centranthus und der Art Valerianella hirsutissima in der Unterfamilie der Baldriangewächse, bezeichnet man den haarförmig entwickelten Kelch als Pappus.